# Кім Верцел
Кім Верцел (англ. Kim Wurzel, 18 вересня 1976) — американська синхронна плавчиня.
Учасниця Олімпійських Ігор 2000 року.
Призерка Чемпіонату світу з водних видів спорту 1998 року.